# Оушен-Ридж (Флорида)
Оушен-Ридж (англ. Ocean Ridge) — місто (англ. town) в США, в окрузі Палм-Біч штату Флорида. Населення — 1830 осіб (2020).

## Географія
Оушен-Ридж розташований за координатами 26°31′41″ пн. ш. 80°2′51″ зх. д. / 26.52806° пн. ш. 80.04750° зх. д. (26.528010, -80.047423).  За даними Бюро перепису населення США в 2010 році місто мало площу 4,62 км², з яких 2,24 км² — суходіл та 2,38 км² — водойми.

## Демографія
Згідно з переписом 2010 року, у місті мешкало 1786 осіб у 952 домогосподарствах у складі 497 родин. Густота населення становила 387 осіб/км².  Було 1561 помешкання (338/км²).
Расовий склад населення:
| - 97,5 % — білих - 0,8 % — азіатів - 0,2 % — чорних або афроамериканців |

До двох чи більше рас належало 1,0 %. Частка іспаномовних становила 4,3 % від усіх жителів.
За віковим діапазоном населення розподілялося таким чином: 11,3 % — особи молодші 18 років, 49,9 % — особи у віці 18—64 років, 38,8 % — особи у віці 65 років та старші. Медіана віку мешканця становила 58,9 року. На 100 осіб жіночої статі у місті припадало 93,9 чоловіків;  на 100 жінок у віці від 18 років та старших — 93,9 чоловіків також старших 18 років.
Середній дохід на одне домашнє господарство  становив 162 248 доларів США (медіана — 78 839), а середній дохід на одну сім'ю — 228 120 доларів (медіана — 133 594). За межею бідності перебувало 7,9 % осіб, у тому числі 4,2 % дітей у віці до 18 років та 5,9 % осіб у віці 65 років та старших.
Цивільне працевлаштоване населення становило 590 осіб. Основні галузі зайнятості: науковці, спеціалісти, менеджери — 21,5 %, освіта, охорона здоров'я та соціальна допомога — 20,5 %, фінанси, страхування та нерухомість — 18,8 %.